# Paris–Roubaix 1908

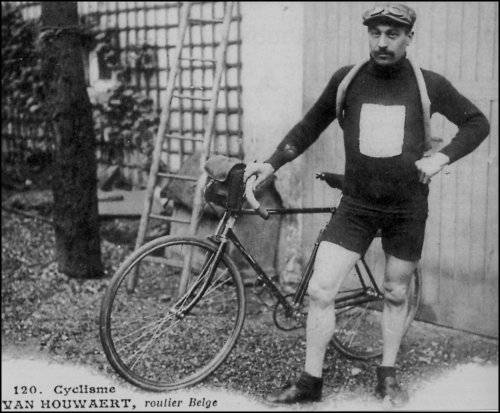
Cyrille Van Hauwaert

Das Eintagesrennen Paris–Roubaix 1908 war die 13. Austragung des Radsportklassikers und fand am Sonntag, den 19. April 1908, statt.
Das Rennen ging von Chatou aus über 271 Kilometer. Es waren 90 Radrennfahrer am Start, von denen sich 27 platzieren konnten. Der Sieger Cyrille Van Hauwaert absolvierte das Rennen mit einer Durchschnittsgeschwindigkeit von 25,63 Kilometern pro Stunde. In den Wochen vor dem Rennen war das Wetter sehr schlecht und die Strecke daher in einem katastrophalen Zustand. Am Renntag selbst gab es kalten Regen, Schnee und Graupelschauer.
Cyrille Van Hauwaert, der im Jahr zuvor Zweiter geworden war, erreichte das Vélodrome roubaisien allein mit mehreren Minuten Vorsprung auf seine Verfolger. Dort kollidierte er jedoch mit einem Platzwart. Er stürzte, stieg aber wieder auf sein Rad, fuhr die letzten sechs Runden auf der Radrennbahn und gewann mit mehr als drei Minuten Vorsprung auf den Zweiten, Georges Lorgeou. Er war der erste Sieger von Paris–Roubaix, der aus Belgien stammte.